# لانس كورمير
لانس كورميّر (بالإنجليزية: Lance Cormier)‏ هو لاعب كرة قاعدة أمريكي، ولد في 19 أغسطس 1980 في لافاييت في الولايات المتحدة.

## وصلات خارجية
- لانس كورمير على موقع دوري كرة القاعدة الرئيسي (الإنجليزية)
- لانس كورمير على موقعبيزبول رفرنس.كوم (الدوري الرئيسي) (الإنجليزية)
- لانس كورمير على موقعبيزبول رفرنس.كوم (الدوري الثانوي) (الإنجليزية)
- لانس كورمير على موقع إي إس بي إن.كوم (أم.أل.بي) (الإنجليزية)
- لانس كورمير على موقع مشجعي الرسوم البيانية (الإنجليزية)